# 냇 팩슨
냇 팩슨(Nat Faxon, 1975년 ~ )은 미국의 배우이자 시나리오 작가이다.

## 영화
- 워크 하드: 듀이 콕스 스토리
- 배드 티처
- 동물원 사육사
- 디센던트 (2011년 영화)
- 베이비 메이커스
- 더 웨이, 웨이 백
- 섹스 테이프 (영화)
- 서러브레드 (영화)
- 레디 오어 낫
- 미녀 삼총사 3
- 다운힐 (2020년 영화)
- 예스 데이!

## 텔레비전
- 르노 911!
- 조이 (시트콤)
- NCIS (드라마)
- 레바
- 아메리칸 대드!
- 매드맨
- 더 클리브랜드 쇼
- 해피 엔딩 (시트콤)
- 업 올 나이트 (시트콤)
- 벤 앤 케이트
- 로봇 치킨
- 블레이즈와 몬스터 머신
- 커뮤니티 (시트콤)
- 패밀리 가이
- 블랙키쉬
- 스피치리스 (시트콤)
- 위기의 친구들
- 빤스맨의 위대한 모험
- 디스인챈트
- 그레이트 뉴스
- 카타스트로피
- 라이프 인 피시즈
- 유포리아 (드라마)